# Valentina Acosta Giraldo
Valentina Acosta Giraldo (Pereira, Risaralda, 20 de abril de 2000) es una arquera colombiana que forma parte de la selección nacional olímpica de tiro con arco. 

## Biografía
Su carrera profesional empezó en el 2015 en Colombia. El 10 de abril del 2016 participó en su primera competencia nacional logrando una medalla de bronce en Cali, Colombia. Para el 2019 debutó en dos competencias más, sin embargo estas fueron a nivel internacional. La primera fue en los Juegos Panamericanos de Lima 2019, donde obtuvo una medalla de bronce. En agosto del mismo año en Madrid, España fue campeona mundial juvenil y ganó la medalla de oro en el deporte de tiro con arco, convirtiéndose en la segunda campeona juvenil de América en este deporte. 
Compitió en la categoría femenina individual de tiro con arco en los Juegos Olímpicos de Tokio 2020.
En las Olimpiadas de Tokio 2020 en la categoría individual avanzó en la ronda clasificatoria colocándose en el puesto 50. Para la ronda eliminatoria quedó eliminada en el quinto set por la arquera británica Sarah Bettles.